# Fort Hare
Fort Hare este un oraș din provincia Oos-Kaap, Africa de Sud.